# 마이턴 (예능 프로그램)
《마이턴》은 SBS에서 하는 프로그램이다.

## 기획의도
한탕을 노리는 일곱사람의 선넘는 B급 리얼리티

## 출연진
- 김원훈
- 남윤수
- 박지현
- 이경규
- 이수지
- 추성훈
- 탁재훈

## 게스트
- 김종국(첫 회만에 하차)